# کوادوو آساموا
کوادوو آساموا (اکانی: pronunciation:؛ زاده ۹ دسامبر ۱۹۸۸) بازیکن پیشین فوتبال اهل غنا است.
وی همچنین در تیم ملی فوتبال غنا بازی کرده‌است.